# 영통중학교
영통중학교(靈通中學校)는 대한민국 경기도 수원시 영통구 영통동에 있는 공립 중학교이다.

## 학교 연혁
- 1997년 1월 14일 : 영통중학교 설립 인가(30학급)
- 1997년 11월 17일 : 초대 홍예선 교장 취임
- 1998년 3월 2일 : 제1회 입학식(179명)
- 1999년 2월 12일 : 제1회 졸업식(52명)
- 2001년 7월 1일 : 학교 건물 증축(5층)
- 2006년 3월 21일 : 도서관 (영통서랑) 개관
- 2007년 12월 22일 : 어학실 개관
- 2023년 1월 5일 : 제25회 졸업식(106명, 졸업생 누계 5,936명)
- 2023년 3월 2일 : 제10대 송인화 교장 취임
- 2023년 3월 2일 : 제26회 입학식(90명)

## 참고 자료
- 영통중학교 - 한국교육학술정보원 학교알리미